# 梳趾跳鼠
梳趾跳鼠（學名Paradipus ctenodactylus），屬於囓齒目跳鼠科，分佈在中亞的哈薩克斯坦、土庫曼斯坦和烏茲別克斯坦。